# Francisco Salvador-Daniel
Francisco Salvador-Daniel, né le 17 février 1831 à Bourges, mort le 24 mai 1871 à Paris, est un compositeur et ethnomusicologue français d'origine espagnole.

## Biographie
Son père est un noble espagnol rebelle, contraint de se réfugier en France où il enseigne la langue espagnole et la musique. Après des études au Conservatoire, Francisco Salvador-Daniel va enseigner le violon à Alger en 1853. Il traduit des chansons d'Afrique du Nord, et les adapte pour les instruments occidentaux. De retour à Paris, il est critique musical à La Lanterne de Rochefort. Pendant la Commune, à la suite du décès de Daniel Auber, il devient directeur du Conservatoire de Paris et sera fusillé par les Versaillais pendant la Semaine sanglante.

## Œuvres
- Musique et instruments de musique du Maghreb, La Boîte à documents, 1986  (ISBN 2-906164-00-3)
- (en) The Music and musical instruments of the Arab: with introduction on how to appreciate Arab music, by Francesco Salvador-Daniel, edited with notes, memoir, bibliography and thirty examples and illustrations, by Henry George Farmer, traduction de : La musique arabe, ses rapports avec la musique grecque et le chant grégorien, Londres, W. Reeves, 1914
- La musique arabe, ses rapports avec la musique grecque et le chant grégorien, Alger, Adolphe Jourdan, 1879 lire en ligne
- Cours de plain-chant, dédié aux élèves-maîtres des écoles normales primaires, par Salvador Daniel (père et fils), Paris, P. Dupont, 1864